# Кандре, Маре
Маре Ингрид Кандре, настоящая фамилия Ханссон (швед. Mare Ingrid Kandre; 27 мая 1962, Сёдерала — 24 марта 2005, Стокгольм) — шведская писательница и поэтесса.

## Биография и творчество
Маре Ханссон родилась в 1962 году в Сёдерале. Её мать, доктор биологических наук Тиу Ханссон, бежала в Швецию из Эстонии в период Второй мировой войны. Её девичья фамилия была Кандре, и Маре Ханссон взяла себе эту фамилию в качестве псевдонима. Отец Маре, Улоф Ханссон, был гражданским инженером, и в связи с его работой семья переехала в Канаду, где они прожили два года.
Вернувшись в Швецию, Маре поселилась с родителями в Гётеборге. Она занималась живописью, и в Стокгольме состоялась её персональная выставка. Кроме того, Маре Кандре пела, писала песни и выступала в составе трёх панк-групп. В 1984 году был опубликован её первый роман, «I ett annat land» («В другой стране»), в котором писательница рассказывала о своём детстве в Канаде. Он был очень хорошо принят критикой и читателями. В 1986 году вышла вторая книга Маре Кандре: поэтический сборник «Bebådelsen». В 1987 году был издан сборник лирической прозы «Bübins unge», а в 1991 — роман «Aliide, Aliide». Как и в своей первой книге, в этих произведениях писательница обращается к теме детства и взросления. В последующие годы её творчество обрело сатирический уклон. В 1999 году был опубликован её «Bestiarium», местом действия в котором является Англия начала XIX века и который сравнивали с готическими романами. В 2001 году Маре Кандре написала сборник рассказов «Hetta och vitt», в которых нашли отражение недавние события и происшествия. В последнем её романе, «Xavier» (2002), заметно влияние Кафки: главный герой ищет кого-то, чьего имени не знает, в здании с бесконечными коридорами.
Маре Кандре умерла в 2005 году, в возрасте всего 42 лет, и была похоронена на Северном кладбище в Сольне. Причиной смерти стала передозировка лекарств — вероятно, случайная. Последний её роман остался незавершённым. В память о писательнице была учреждена Премия Маре Кандре, которая ежегодно вручается молодым, подающим надежды авторам.